# 팔영팔치

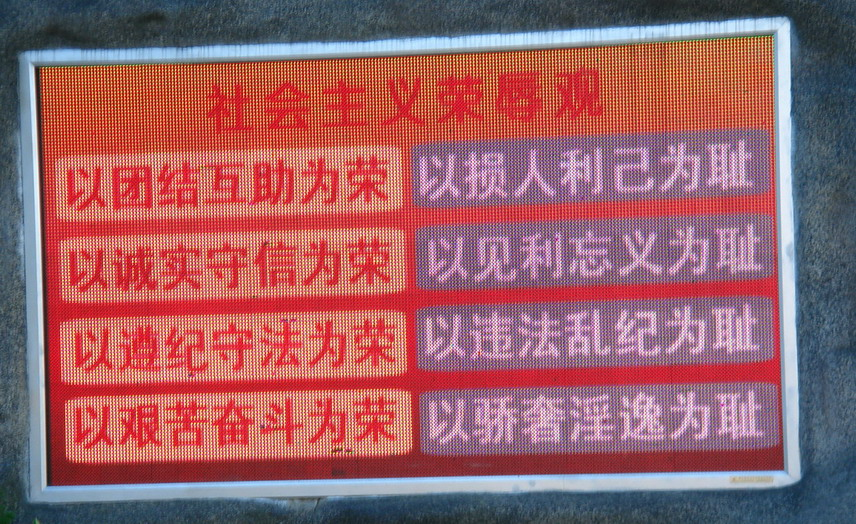
샤먼 시의 전광판에 등장한 사회주의 영욕관의 슬로건

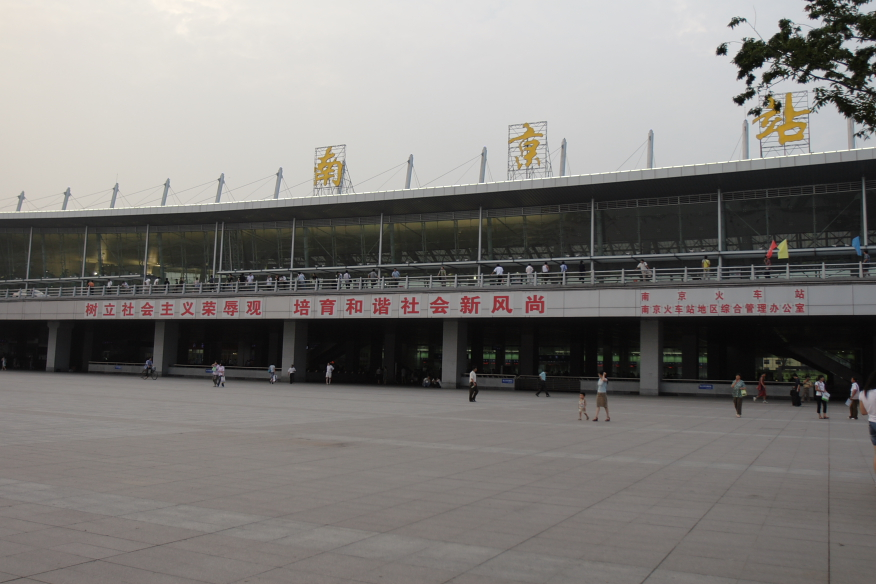
사회주의 영욕관의 슬로건이 내걸린 난징역

팔영팔치(중국어 간체자: 八荣八耻, 정체자: 八榮八恥, 병음: bā róng bā chĭ 바룽바치[*], 여덟 가지의 영예로운 일과 여덟 가지의 수치스러운 일)는 중화인민공화국의 후진타오 주석 겸 중국공산당 중앙위원회 총서기가 공산주의 영욕관(榮辱觀)의 수립을 역설하면서 밝힌, 중국 인민들이 해야 할 여덟 가지와 해서는 안 될 여덟 가지이다. 2006년 3월 4일 정치자문기구인 인민정치협상회의 대표단회의에서 칠언 대구의 고시(古詩) 형식으로 내용을 전했다.
내용은 다음과 같다.
| 중국어(간체)                   | 중국어(정체)                   | 한국어 번역                                                              |
| ------------------------------ | ------------------------------ | ------------------------------------------------------------------------ |
| 以热爱祖国为荣、以危害祖国为耻 | 以熱愛祖國為榮、以危害祖國為恥 | 조국에 대한 사랑은 영예, 조국에 대한 위해는 수치                         |
| 以服务人民为荣、以背离人民为耻 | 以服務人民為榮、以背離人民為恥 | 인민을 위한 봉사는 영예, 인민에 대한 배신은 수치                         |
| 以崇尚科学为荣、以愚昧无知为耻 | 以崇尚科學為榮、以愚昧無知為恥 | 과학의 숭상은 영예, 우매와 무지는 수치                                   |
| 以辛勤劳动为荣、以好逸恶劳为耻 | 以辛勤勞動為榮、以好逸惡勞為恥 | 근면한 노동은 영예, 편한 것을 좋아하고 일하기 싫어하는 것은 수치         |
| 以团结互助为荣、以损人利己为耻 | 以團結互助為榮、以損人利己為恥 | 단결과 상호부조는 영예, 남에게 해를 끼치고 자기만을 위하는 것은 수치     |
| 以诚实守信为荣、以见利忘义为耻 | 以誠實守信為榮、以見利忘義為恥 | 성실하고 신의를 지키는 것은 영예, 이익을 좇아 의를 잊는 것은 수치        |
| 以遵纪守法为荣、以违法乱纪为耻 | 以遵紀守法為榮、以違法亂紀為恥 | 규율과 법을 지키는 것은 영예, 법을 어기고 규율을 혼란하게 하는 것은 수치 |
| 以艰苦奋斗为荣、以骄奢淫逸为耻 | 以艱苦奮鬥為榮、以驕奢淫逸為恥 | 각고분투하는 것은 영예, 교만과 사치 그리고 음란방탕한 것은 수치          |

팔영팔치는 후진타오를 비롯한 중국의 제4세대 지도부가 현 중국의 중대한 문제인 양극화 해소를 위한 발판으로 중국 국민들의 애국심을 고취하고자 하는 데에 목적이 있는 것으로 분석된다. 후 주석의 사회주의 영욕관에 대하여 중국의 정치인과 학자들이 대대적인 환영을 밝혀 앞으로의 중국식 공산주의 운영에 주된 근간이 될 것으로 중국의 대내외 언론들이 평가하고 있다.

## 같이 보기
- 명예
- 수치심